# Тітія Вілмінк
Тітія Вілмінк (нід. Titia Wilmink; нар. 1 жовтня 1968) — колишня нідерландська тенісистка.
Найвищу одиночну позицію світового рейтингу — 218 місце досягла 27 березня 1989, парну — 159 місце — 25 вересня 1989 року.
Здобула 6 парних титулів туру ITF.
Завершила кар'єру 1991 року.

## Фінали ITF

### Одиночний розряд (0–3)
| Легенда          |
| ---------------- |
| турніри $100,000 |
| турніри $75,000  |
| турніри $50,000  |
| турніри $25,000  |
| турніри $10,000  |

| Результат | Ранг | Дата              | Турнір              | Покриття | Суперниця      | Рахунок       |
| --------- | ---- | ----------------- | ------------------- | -------- | -------------- | ------------- |
| Поразка   | 1.   | 19 вересня 1988   | Марса, Мальта       | Тверде   | Река Сіксаї    | 2–6, 6–2, 1–6 |
| Поразка   | 2.   | 28 листопада 1988 | Окпе, Нігерія       | Тверде   | Марія Екстранд | 5–7, 6–7      |
| Поразка   | 3.   | 5 грудня 1988     | Бенін-Сіті, Нігерія | Тверде   | Марія Екстранд | 1–6, 4–6      |

### Парний розряд (6–6)
| Результат | Ранг | Дата              | Турнір                           | Покриття | Партнерка          | Суперниці                             | Рахунок       |
| --------- | ---- | ----------------- | -------------------------------- | -------- | ------------------ | ------------------------------------- | ------------- |
| Поразка   | 1.   | 30 березня 1987   | Арад, Ізраїль                    | Тверде   | Гестер Вітвут      | Ілана Бергер Yael Shavit              | 3–6, 2–6      |
| Перемога  | 2.   | 7 квітня 1987     | Хайфа, Ізраїль                   | Тверде   | Гестер Вітвут      | Хрістіне Гайн Евелін Ларвіґ           | 6–1, 7–6      |
| Поразка   | 3.   | 27 квітня 1987    | Саттон, Велика Британія          | Тверде   | Лоне Ванборґ       | Лінда Барнард Белінда Борнео          | 6–2, 5–7, 6–7 |
| Поразка   | 4.   | 4 травня 1987     | Борнмут, Велика Британія         | Тверде   | Лоне Ванборґ       | Роса Б'єльса Ана Сегура               | 4–6, 5–7      |
| Поразка   | 5.   | 11 травня 1987    | Лі-он-зе-Солент, Велика Британія | Ґрунт    | Ілана Бергер       | Валда Лейк Андреа Тьєцці              | 3–6, 2–6      |
| Перемога  | 6.   | 1 лютого 1988     | Тапіола, Фінляндія               | Тверде   | Анна-Карін Ольссон | Джекі Джозеф Інґрід Пельцер           | 6–3, 6–2      |
| Поразка   | 7.   | 26 червня 1988    | Ареццо, Італія                   | Ґрунт    | Яюк Басукі         | Євгенія Манюкова Вікторія Мильвидська | 6–0, 5–7, 1–6 |
| Перемога  | 8.   | 15 серпня 1988    | Кальтаджіроне, Італія            | Ґрунт    | Ханет Соуто        | Габі Кастро Ана Сегура                | 6–4, 6–2      |
| Перемога  | 9.   | 19 вересня 1988   | Марса, Мальта                    | Тверде   | Мареке Плохер      | Река Сіксаї Амі ван Бюрен             | 7–5, 7–6      |
| Перемога  | 10.  | 28 листопада 1988 | Окпе, Нігерія                    | Тверде   | Коріне Баусманс    | Марія Екстранд Яна Коран              | 7–6(0), 6–1   |
| Перемога  | 11.  | 5 грудня 1988     | Бенін-Сіті, Нігерія              | Тверде   | Марія Екстранд     | Коріне Баусманс Гемел Меґані          | 6–2, 6–3      |
| Поразка   | 12.  | 3 липня 1989      | Cava de' Tirreni, Італія         | Ґрунт    | Енн Гросбек        | Кейт Макдоналд Ренне Стаббс           | 6–2, 1–6, 1–6 |